# Richard Collinson
Sir Richard Collinson, KCB (Gateshead (Tyne and Wear), 7 novembre 1811 – 13 settembre 1883), è stato un ufficiale, esploratore dell'Artico inglese.

## Biografia
Si arruolò nella Royal Navy nel 1823 appena dodicenne e salì di grado, diventando tenente nel 1835, comandante nel 1841 e capitano nel 1842, quando fu incaricato del comando della Nemesis a Zhoushan.
Collinson comandò la HMS Enterprise alla ricerca di Sir John Franklin, entrando nel Passaggio a Nordovest attraverso lo Stretto di Bering. 
Salpò da Plymouth nel gennaio 1850, accompagnato dalla HMS Investigator, che era al comando di Robert McClure, il suo subordinato; comunque, lungo il tragitto, le due navi si separarono.
Ne conseguì che la Enterprise giunse a Point Barrow (Alaska) circa due settimane dopo la Investigator e fu obbligata a invertire la rotta a causa del ghiaccio e dell'inverno, dirigendosi a Hong Kong, mentre McClure e l'Investigator riuscirono a passare, essendo così la prima nave a transitare nel Passaggio a Nordovest (anche se non riuscì a completare il transito via mare fino all'Atlantico, poiché la nave restò bloccata dai ghiacci).
Fu premiato con la Medaglia d'Oro dalla Royal Geographical Society, nominato cavaliere nel 1875 e ammiraglio sulla lista dei pensionati nello stesso anno.
Nel 1862 divenne un "fratello anziano" della Trinity House e nel 1875 diventò Vice Maestro.